# Celebrity marketing

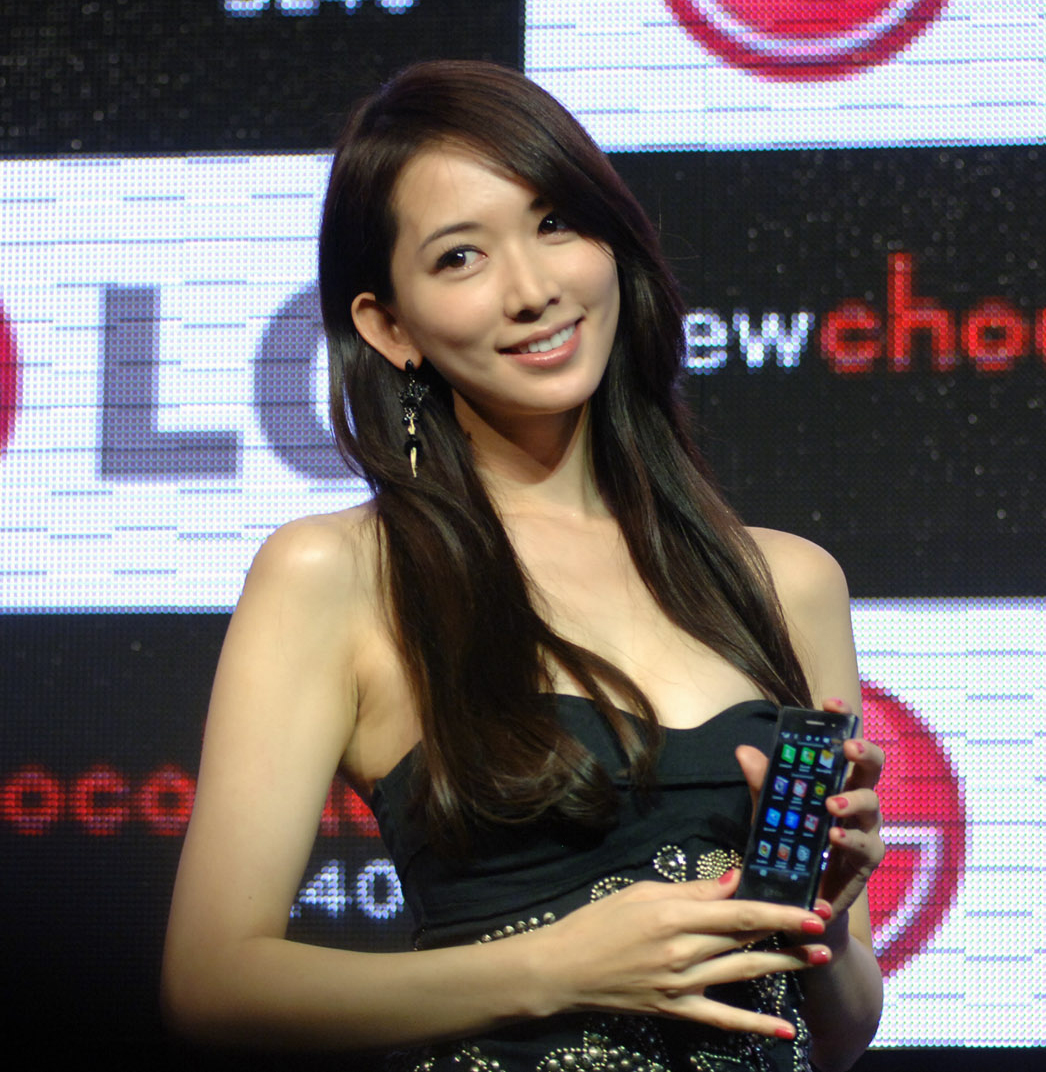
Celebrity marketing en 2009, Hong Kong.

On parle de « celebrity marketing » ou d’endossement (de l’anglais « endorsement ») pour désigner les campagnes de communication faisant appel à des personnalités connues (comédiens, chanteurs, sportifs, chefs, journalistes et autres experts).  
Par cette collaboration, les entreprises cherchent à s'associer à l'image et aux valeurs de ces célébrités en exploitant leur notoriété à travers différents outils de communication, afin de promouvoir leurs produits, services ou marques auprès d’une cible d’acheteurs potentiels. La célébrité qui participe à ce type de projets est appelée, tour à tour, égérie, ambassadeur, ou encore icône. 
Le marché mondial du celebrity marketing représente actuellement plus de 24 milliards de dollars.

## Histoire ducelebrity marketing
Les entreprises font appel aux célébrités pour dynamiser leurs campagnes de communication depuis le XIXe siècle. La présence de célébrités dans des publicités n’est donc pas un phénomène nouveau mais leurs apparitions se font de plus en plus nombreuses (les campagnes faisant appel à des célébrités ont doublé entre 2010 et 2015). Parmi les premiers cas recensés, il est souvent fait référence à Sarah Bernhardt qui fit la promotion de la poudre de riz La Diaphane en 1890 ou à la Reine d’Angleterre qui fut l’ambassadrice des confiseries de la marque Cadbury. L’endossement par des sportifs voit le jour au début du XXe siècle et s’explique par leur professionnalisation et leur importante médiatisation. Le joueur de baseball Honus Wagner est ainsi le premier sportif à être associé à une marque en 1905(Hillerich & Bradsby).
À cette époque, le celebrity marketing est toutefois mal perçu. En effet, les personnalités publiques ne voulaient pas ternir leur image en s’associant à une marque, perdant ainsi leur liberté. Mais l’engouement croissant pour les médias, notamment le cinéma, a inexorablement conduit les célébrités vers la publicité. Le celebrity marketing se développe alors et son image négative disparaît peu à peu. 
S’il a longtemps été restreint au contexte publicitaire, le celebrity marketing a aujourd’hui investi de nombreux usages de communication et connait  des nouvelles formes de développement avec l’avènement des réseaux sociaux et des plateformes de partage de vidéos (placement de produits, posts sponsorisés…).   
En 2016, 4,7 % de campagnes de publicité françaises ont fait appel à des célébrités dans la presse (contre 6,5 % en 2015) et près de 11 % à la télévision (contre 9,9 % en 2015). On remarque ainsi que la part du celebrity marketing dans la presse a diminué au profit de la télévision. De plus, 12 % des publicités en communication extérieure ont fait appel à des célébrités en 2016. 
En comparaison, la part de celebrity marketing dans la publicité est de 11 % au Royaume-Uni et atteint même plus de 47 % au Japon.

## Les différents dispositifs de celebrity marketing
- Ambassadeur de marque : la célébrité devient l'égérie de la marque qui peut alors utiliser ses droits à l'image sur tout type de support de communication (presse, radio, télévision...) ;

- Conférence ou séminaire d’entreprise : une personnalité, experte dans un domaine, intervient pour une prise de parole thématique à l'occasion d'une conférence ou d'un séminaire d'entreprise ;
- Posts sponsorisés sur les réseaux sociaux : une personnalité ou un influenceur publie un message sur ses réseaux sociaux (Twitter, Facebook, Instagram, Snapchat...) dans le cadre de la campagne de communication digitale d'une marque ;
- Placement de produit : une marque met à disposition des produits auprès de personnalités afin qu’elles en assurent la promotion sur les réseaux sociaux, dans la vie réelle, dans un clip musical... ;
- Animation d’événement : une personnalité publique anime l’événement (convention, colloque, plénière…) d’une entreprise, d’une marque ou d’une institution ;
- Parrainage d’événement : une célébrité est engagée pour apparaître sur un événement (salon, foire, inauguration, remise de prix…) ;
- Spectacle : un artiste connu (chanteur, humoriste, magicien…) anime un événement public ou privé (dîner de gala, convention…) organisé par une entreprise ;
- Cook show : une animation culinaire est organisée avec la participation d’un chef célèbre (cet événement peut être public comme privé : démonstration, atelier, signature de carte...).

## Comment choisir la bonne célébrité pour sa marque?
Il est essentiel que les marques sélectionnent avec soin les célébrités. La célébrité idéale est celle qui partage les mêmes valeurs que la marque (on parle de « congruence »), qui est crédible et dont les attributs sont en adéquation avec l’image personnelle des consommateurs (ou du moins, l’image idéale vers laquelle ils tendent). 
Il est également important de choisir une célébrité adaptée au dispositif de communication. Les célébrités sont en effet sélectives dans ce qu’elles transmettent et toutes ne sont pas pertinentes pour les campagnes de celebrity marketing. 

## Pourquoi faire appel à une célébrité pour une campagne de communication?

### Les objectifs ducelebrity marketing
Les entreprises privilégient l’utilisation des célébrités dans leurs campagnes de communication pour plusieurs raisons :
- Incarner des valeurs (celles de la célébrité sont alors associées à la marque)
- Toucher une nouvelle cible
- Augmenter l’intention d’achat des consommateurs et les ventes
- Gagner en notoriété et augmenter l’opinion positive
- Attirer le public, les participants ou les journalistes sur un événement
- Générer de l’engagement et du trafic en ligne
- Dynamiser ou changer son image ou son positionnement de marque
- Faire passer des messages par la caution d’un expert
- Offrir une expérience unique à ses consommateurs, clients, partenaires, collaborateurs…

### Études
Une étude scientifique a montré qu’un consommateur prête davantage attention à une personne connue qu’à une personne anonyme. L’étude ACE Metrix démontre également que les publicités faisant appel à des célébrités sont 16 à 18 % plus efficaces que les campagnes publicitaires traditionnelles.
Parmi les quatre campagnes télévisées préférées des Français en 2016, deux font intervenir une célébrité (Johnny Depp pour Dior et Laetitia Casta pour Nina Ricci). La même année, les trois publicités les plus populaires sur YouTube font appel à des célébrités.

## Quelques exemples de campagnes decelebrity marketing
- Jean Dujardin et George Clooney[13], ambassadeurs de la marque Nespresso
- Novak Djokovic, ambassadeur des produits sans gluten de Gerblé[14]
- Shakira[15], égérie pour Activia de Danone
- Rachel Bilson et Karl Lagerfeld pour Magnum[16]
- Thierry Marx pour Les 4 Temps[17]